# Liste der Monuments historiques in Échouboulains
Die Liste der Monuments historiques in Échouboulains führt die Monuments historiques in der französischen Gemeinde Échouboulains auf.

## Liste der Objekte
| Bezeichnung | Beschreibung                    | Standort                           | Kennzeichnung | Schutzstatus | Datum | Bild           |
| ----------- | ------------------------------- | ---------------------------------- | ------------- | ------------ | ----- | -------------- |
| Taufbecken  | Holz und Stein, 18. Jahrhundert | in der Kirche Ste-Madeleine (Lage) | PM77003078    | Inscrit      | 1978  | weitere Bilder |